# カレッジステーション (テキサス州)
カレッジステーション（College Station）は、アメリカ合衆国テキサス州のブラゾス郡にある都市。人口は12万0511人（2020年）。テキサスA&M大学が本部キャンパスを置く学園都市である。北西に隣接するブライアンと共に形成している都市圏はブラゾス郡を中心に3郡にまたがる。

## 歴史

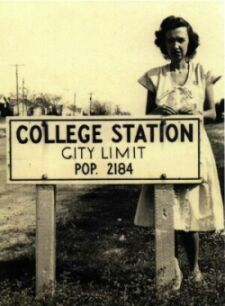
カレッジステーションの市境を示す標識（1938年）。「人口2,184人」と記されている。

この地の開発が始まったのは1860年、ヒューストン・アンド・テキサス・セントラル鉄道の建設が始まったときであった。1871年、テキサス州議会はこの地に農学と機械工学の高等教育を行うランドグラント大学を設置することを決定し、5年後の1876年にテキサスA&M大学が開学した。翌1877年には、この地に鉄道駅の名を取って設置された「カレッジ・ステーション」郵便局から、コミュニティはカレッジステーションと名づけられた。
19世紀中の成長は緩やかなもので、1900年時点での人口はわずか391人であった。しかし、20世紀に入ると、交通網の整備やテキサスA&M大学の成長に伴って、カレッジステーションの成長速度も高まった。1910年にはブライアンとカレッジステーションを結ぶインターアーバンが開通し、1920年には路線バス網に置き換えられた。1938年にはカレッジステーションが市として正式に法人化され、1940年には、カレッジステーションの人口は2,184人を数えた。1942年に市長に就任したアーネスト・ラングフォードは、就任早々にシティー・マネージャー制を導入した後、26年間にわたって市長を務め、その間、行政サービスを重視する政策で市を高成長に導き、「カレッジステーションの父」と呼ばれた。

## 地理
カレッジステーションは北緯30度36分5秒 西経96度18分52秒 / 北緯30.60139度 西経96.31444度に位置している。ヒューストンからは北西へ約112km、州都オースティンからは東へ約173km、ダラスからは南へ約300kmである。市の標高は103mである。
アメリカ合衆国国勢調査局によると、カレッジステーション市は総面積104.5km2（40.34mi2）である。そのうち104.4km2（40.3mi2）が陸地で0.1km2（0.04mi2）が水域になっている。総面積の0.10%が水域になっている。市の南西にはブラゾス川が流れている。テキサスA&M大学は市の中心部にキャンパスを構えており、その北側にはレストランやバー、娯楽スポットや各種の店舗が建ち並ぶノースゲート地区が広がっている。
ブライアン・カレッジステーション地域の気候は亜熱帯性で、ケッペンの気候区分では温暖湿潤気候（Cfa）に属する。夏は非常に蒸し暑く、7月・8月となると最高気温は30℃を超えるのが常で、最高気温の平均は33℃に達する。冬は総じて温暖で、最も寒い1月でも月平均気温は10℃、最高気温の平均は15℃、最低気温の平均でも4℃で、時々氷点下に下がることがある程度である。降水は1年を通じてほぼ平均しているが、春から初夏にかけて多く、最も多い5月には月間110mm程度になる。年間降水量は1,000mm程度である。冬の降雪はまれである。
|               | 1月 | 2月  | 3月  | 4月  | 5月  | 6月  | 7月  | 8月  | 9月  | 10月 | 11月 | 12月 | 年    |
| ------------- | --- | ---- | ---- | ---- | ---- | ---- | ---- | ---- | ---- | ---- | ---- | ---- | ----- |
| 平均気温（℃） | 9.9 | 11.9 | 15.8 | 20.2 | 24.1 | 27.4 | 29.0 | 29.2 | 26.2 | 21.1 | 15.3 | 11.1 | 20.1  |
| 降水量（mm）  | 72  | 74   | 69   | 88   | 113  | 99   | 59   | 63   | 105  | 99   | 82   | 78   | 1,002 |

## 政治
カレッジステーションは1943年以来シティー・マネージャー制を採っている。シティー・マネージャーは市の行政実務の最高責任者であると同時に市議会のチーフアドバイザーであり、市議会の採択した政策の実行、市議会で審議される予算案の準備、および市職員の人事に責任を負う。一方、市長は市の代表として、市議会の議長を務め、市議会の目標設定や政策決定を助け、選出/採用された市議員・市職員とのコミュニケーションを深め、また市外当局との調整を行う。市の立法機関である市議会は市長および6人の市議員からなっている。市長および市議員は全員が全市からの投票で選出され、その任期は3年である。

## 交通

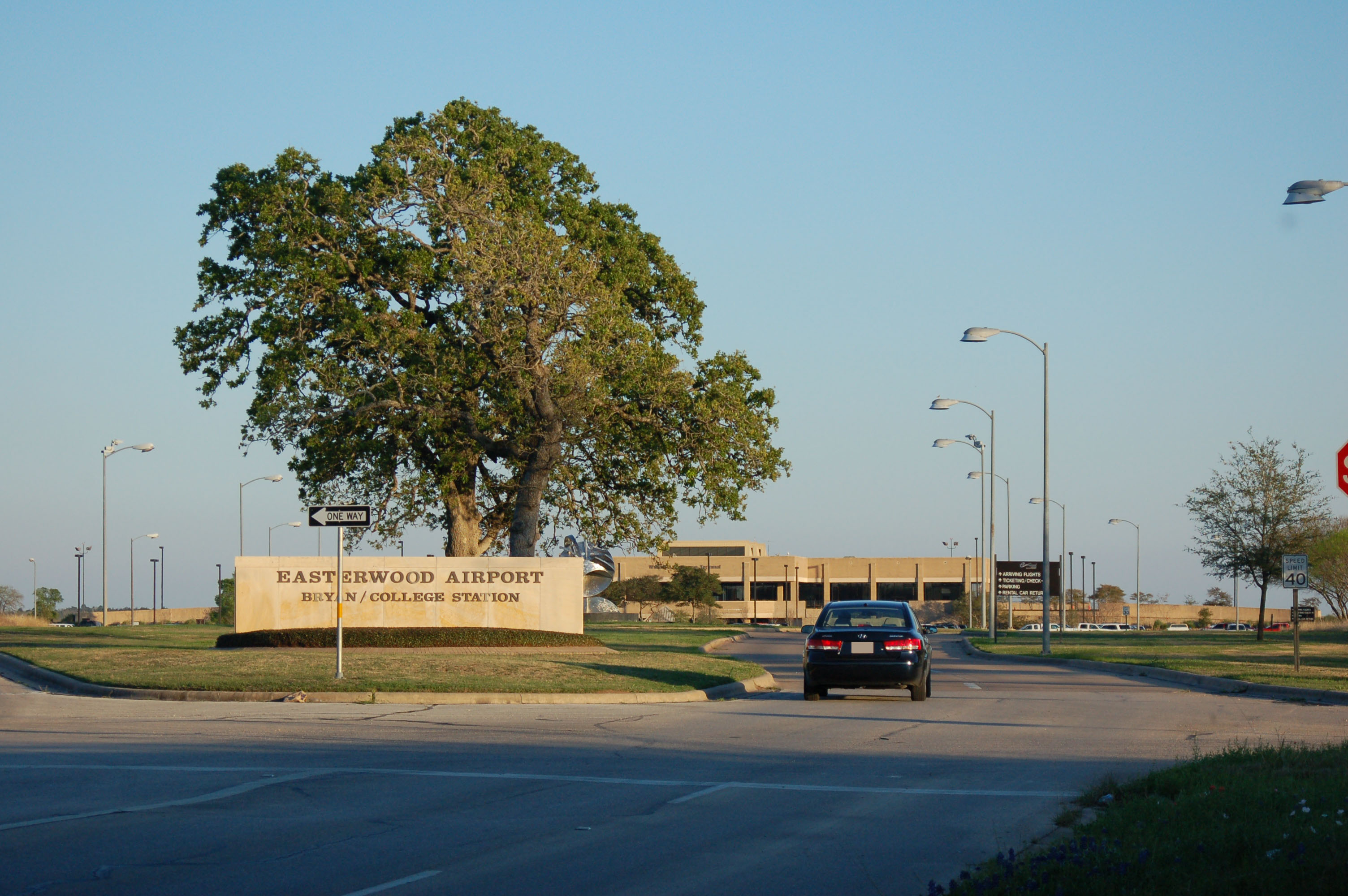
イースターウッド空港の入口

テキサスA&M大学のキャンパスの南西に隣接する、同学所有のイースターウッド空港（IATA: CLL）は、カレッジステーションおよびブライアンの玄関口となる商業空港としての役割も果たしている。同空港にはアメリカン航空によるダラス・フォートワースへの便、およびユナイテッド航空（旧コンチネンタル航空）によるヒューストンへの便が就航しており、それぞれ1日4便ずつ発着する。鉄道はおもに貨物輸送用であるが、ユニオン・パシフィック鉄道が通っている。
カレッジステーションには州間高速道路は通っていないが、州道6号線がカレッジステーションおよびブライアンの北東をバイパスしており、この区間のみ高速道路規格になっている。州道6号線は北西へはウェーコへ、南東へはヒューストン北西郊のヘンプステッドへと通じている。
ブラゾス交通局はカレッジステーションおよびブライアンの両市をカバーする7系統の路線バス網を運営している。また、テキサスA&M大学はキャンパス内の路線8系統、キャンパスと周辺を結ぶ路線10系統のバスを走らせている。

## 教育と文化

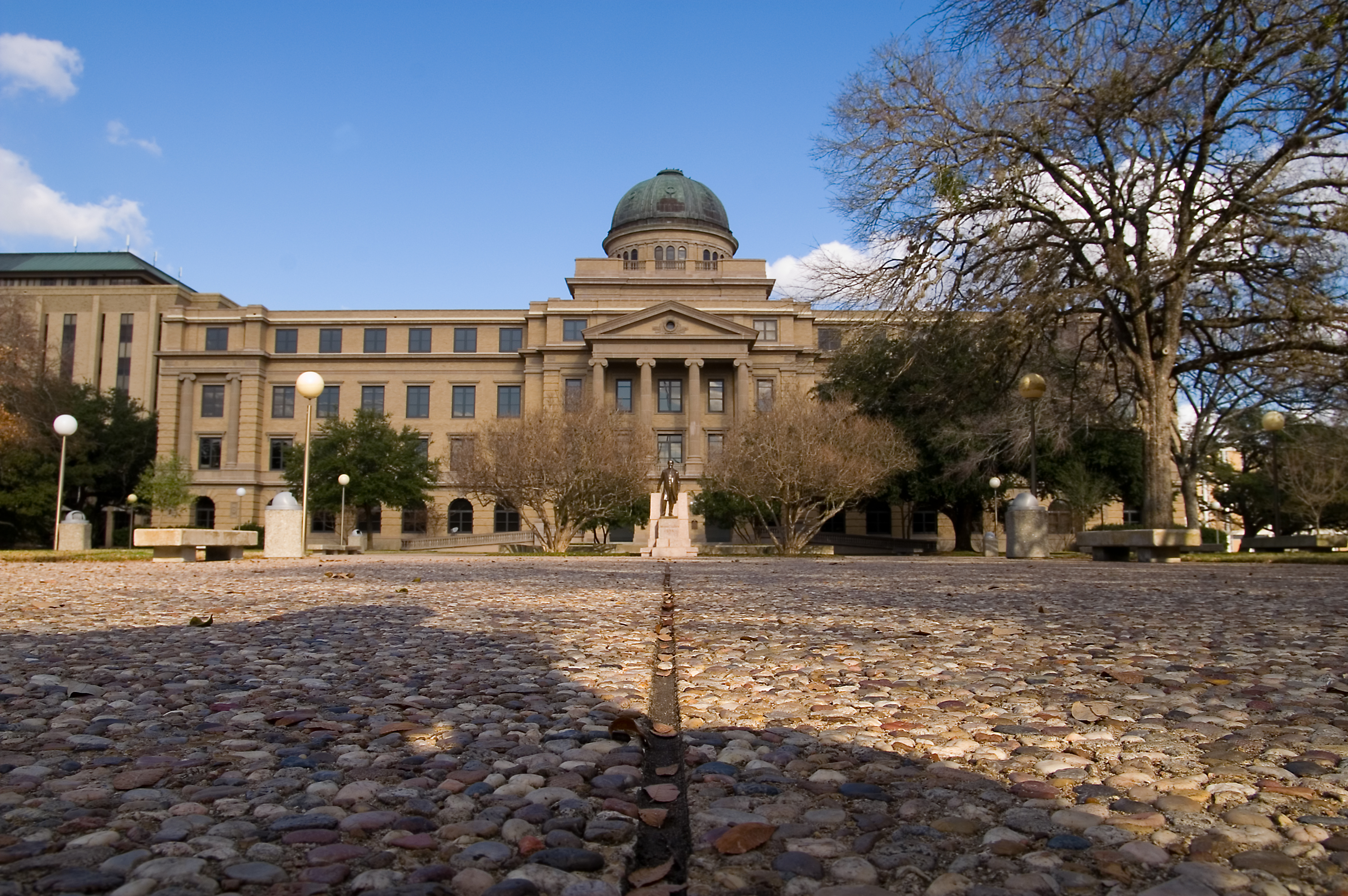
テキサスA&M大学のアカデミック・ビルディング

テキサスA&M大学はカレッジステーションの中心部から南西部にかけて、5,500エーカー（約22,253,000m2）の広大なキャンパスを構えている。同学は10学部を有し、学部では120、大学院では240の専攻プログラムを提供し、学部生・大学院生をあわせた学生数は50,000人を超える、全米有数の規模を誇る総合大学である。同学はUSニューズ&ワールド・レポートの大学ランキングでは、全米の総合大学の中で上位70位以内に入る評価を受けている。
テキサスA&M大学はブライアン・カレッジステーション地域における文化の中心でもある。特に同学のスポーツチーム、アギーズはプロスポーツチームを持たないブライアン・カレッジステーション地域では重要な位置を占めている。アギーズはテキサス州の主力大学8校で構成されていた、NCAAディビジョンIのサウスウェスト・カンファレンスに1996年のカンファレンス解散まで所属し、その後はビッグ8カンファレンス（現ビッグ12カンファレンス）に、そして2012年からはサウスイースタン・カンファレンスに移籍と、アライアンス/BCSカンファレンスを渡り歩いてきた。1920年代に建てられた、収容人数82,600人のカイル・フィールドを本拠地とするフットボールチームは、特にテキサス大学とはサウスウェスト・カンファレンス時代から長年にわたる熾烈なライバル関係を築いている。男女バスケットボールチームが本拠地にしているリード・アリーナは1998年に完成したもので、13,000人を収容可能で、バスケットボールの試合のほか、コンサートなどのイベント会場としても使われる多目的アリーナである。

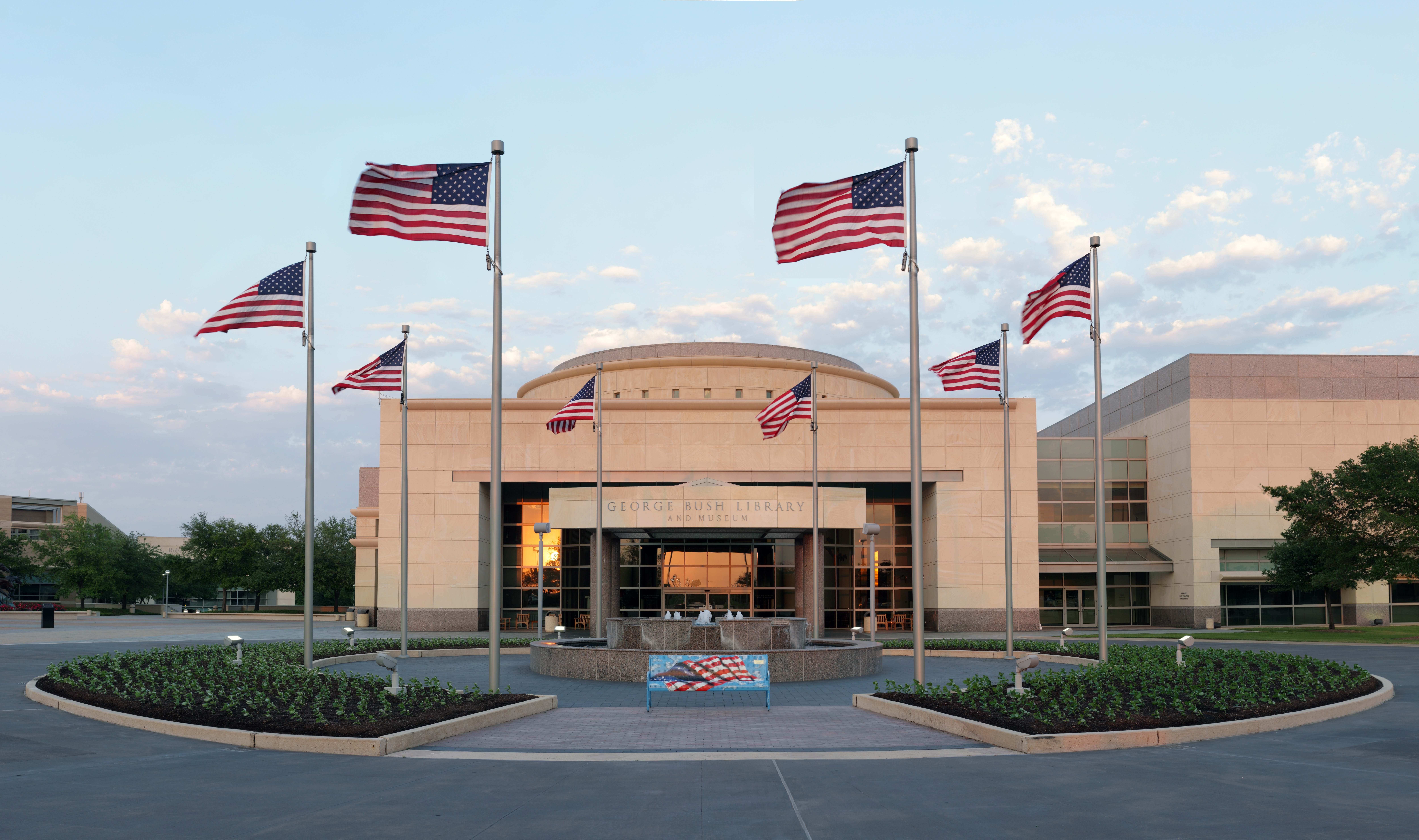
ジョージ・ブッシュ大統領図書館・博物館

1997年、このテキサスA&M大学のキャンパス内にジョージ・H・W・ブッシュの大統領図書館・博物館が開館した。この図書館はブッシュに関連する文書や書物をCIA時代や国連大使時代も含めて広く所蔵し、また博物館では大統領として各国元首から受け取り、持ち帰った土産物も展示している。同館のすぐ隣には、ブッシュの名を冠した同学のブッシュ行政学大学院が併設されている。この大学院は行政学および国際関係学の修士の学位を授与している。
カレッジステーションにおけるK-12課程はカレッジステーション独立学区の管轄下にある公立学校によって支えられている。同学区は小学校（就学前-4年生）8校、中級学校（5-6年生）2校、中学校（7-8年生）2校、高校（9-12年生）2校を有し、約10,000人の児童・生徒を抱えている。

## 人口動態

### 都市圏人口
カレッジステーションの都市圏を形成する各郡の人口は以下の通りである 。
カレッジステーション・ブライアン都市圏
| 郡             | 州         | 人口      |
| -------------- | ---------- | --------- |
| ブラゾス郡     | テキサス州 | 194,851人 |
| バールソン郡   | テキサス州 | 17,187人  |
| ロバートソン郡 | テキサス州 | 16,622人  |
| 合計           | 合計       | 228,660人 |

### 市域人口推移
以下にカレッジステーション市における1940年から2010年までの人口推移をグラフおよび表で示す。
| 統計年 | 人口     |
| ------ | -------- |
| 1940年 | 2,184人  |
| 1950年 | 7,925人  |
| 1960年 | 11,396人 |
| 1970年 | 17,676人 |
| 1980年 | 37,272人 |
| 1990年 | 52,456人 |
| 2000年 | 67,890人 |
| 2010年 | 93,857人 |

## 姉妹都市
ブライアン・カレッジステーション両市は合同で、以下4都市と姉妹都市提携を結んでいる。
- カザン（ロシア）
- グライフスヴァルト（ドイツ）
- サラマンカ（メキシコ・グアナフアト州）
- ヘネラルズアズア（メキシコ・ヌエボ・レオン州）

## 註
1. ↑  “Quickfacts.census.gov”. 2023年11月7日閲覧。
2. 1 2 3  Odintz, Mark. College Station, Texas. Handbook of Texas Online. Texas State Historical Association. 2012年12月3日閲覧.
3. ↑  History of the University. Texas A&M University. 2012年12月3日閲覧.
4. ↑  Jones, Finn-Olaf. College Station, Tex. p.1F. New York Times. 2006年9月22日.
5. ↑  Retail and Entertainment District: Northgate. City of College Station. 2012年12月3日閲覧.
6. 1 2  Historical Weather for Bryan, Texas, United States of America. Weatherbase.com. 2012年12月5日閲覧.
7. ↑  Type of Government. City of College Station. 2012年12月3日閲覧.
8. ↑  City Council. City of College Station. 2012年12月3日閲覧.
9. ↑  Departures, Arrivals. Eastwood Airport, Texas A&M University. 2012年12月4日閲覧.
10. ↑  ジョージ・H・W・ブッシュ元大統領が亡くなった時には、ワシントンD.C.での国葬・ヒューストンでの州葬のあと、この鉄道の列車「BUSH 4141」の葬列で当地に運ばれ、テキサスA&M大学ブッシュ図書館の墓地へ埋葬された。
11. ↑  Brian/College Station Map. Brazos Transit District. 2012年12月4日閲覧.
12. ↑  Bus Routes. Transportation Services, Texas A&M University. 2012年12月4日閲覧.
13. ↑  Texas A&M University Facts. Texas A&M University. 2012年12月4日閲覧.
14. ↑  Best Colleges 2013: National University Rankings. p.7. U.S. News & World Report. 2012年. 2012年12月4日閲覧.
2013年版（2012年発行）では65位であった。
15. ↑  Blair, Sam. A Look Back at the Southwest Conference. Texas Almanac 1998-1999. 2012年12月4日閲覧.
16. ↑  Texas A&M Officially Joins SEC. ESPN. 2011年9月26日. 2012年12月4日閲覧.
17. ↑  Kyle Field. Texas A&M University. 2012年12月4日閲覧.
18. ↑  Reed Arena. Texas A&M University. 2012年12月4日閲覧.
19. ↑  About Us. George Bush Presidential Library and Museum. 2012年12月4日閲覧.
20. ↑  Visit the Bush School. The Bush School of Government and Public Service, Texas A&M University. 2012年12月4日閲覧.
21. ↑  Degree Programs. The Bush School of Government and Public Service, Texas A&M University. 2012年12月4日閲覧.
22. ↑  CSISD Facility Map. College Station Independent School District. 2012年12月4日閲覧.（PDFファイル）
23. ↑  Assessment. College Station Independent School District. 2012年12月4日閲覧.
24. ↑  “Quickfacts.census.gov”. 2023年11月7日閲覧。
25. ↑  Historical Census Data. U.S. Census Bureau. 2010年2月11日閲覧.
26. ↑  Main Info. Bryan-College Station Sister Cities. 2012年12月4日閲覧.